# Rassiotsa
Rassiotsa – wieś w Estonii, prowincji Rapla, w gminie Märjamaa.